# الهجرة إلى أذربيجان
يبلغ عدد المهاجرين في العالم نحو 200 مليون مهاجر، بينما في أذربيجان حوالي مليون شخص.وأذربيجان هي البلد الأكثر اكتظاظا بالسكان في العالم.وتشكل النساء نحو 48 في المائة من المهاجرين في العالم و 53 في المائة من المهاجرين في أذربيجان. وفي حين أن 97-98 في المائة من المهاجرين في العالم من مواطني بلدان أخرى، فإن 70 في المائة من المهاجرين في أذربيجان هم من المهاجرين الداخليين، أي مواطني جمهورية أذربيجان الذين يضطرون إلى تغيير إقامتهم داخل البلد نتيجة لاحتلال الأراضي.وأكثر من 90 في المائة من المهاجرين الذين استقروا في أذربيجان هم أذربيجانيون من أجل هويتهم الوطنية، على الرغم من أن المهاجرين المقيمين والمقيمين في بلدان أخرى لا ينتمون إلى السكان المحليين إلى حد كبير.

## تاريخية
وقد أدت التغيرات الاقتصادية الأخيرة في البلد، مثل إصلاحات حقوق الإنسان والحريات، وإمكانية التوصل إلى تسوية سلمية لمشكلة ناغورني كاراباخ، وتعزيز عمليات التكامل في أوروبا، إلى زيادة سريعة في عدد الأشخاص القادمين من بلدان مختلفة إلى أذربيجان.وفي عام 2008، اتخذ عدد من التدابير لحماية حقوق المهاجرين وحرياتهم وإدارة الهجرة، بما في ذلك سلطات هيئات الدولة المسؤولة عن هذه المنطقة، والتغييرات والإضافات على عدد من القوانين، وما إلى ذلك. وقد تم القيام بأعمال.وبوجه عام، تتمتع أذربيجان بخبرة إيجابية في هجرة المهاجرين.وهكذا، اعتبر لاجئون من أرمينيا وآسيا الوسطى، أي نحو 000 300 أرمني استقروا في البلد في الفترة 1988 - 1991 ، مواطنين لجمهورية أذربيجان في 6 تشرين الأول / أكتوبر 1998.ولتوضيح المشاكل القائمة التي يواجهها المهاجرون وإطلاع الهيئات الحكومية المعنية عليها والقضاء على هذه الحالات، عقد الاتحاد العام «مركز الهجرة الأذربيجاني» حدثا مخصصا لليوم الدولي للمهاجرين في 18 كانون الأول / ديسمبر، في 22 كانون الأول / ديسمبر في جمهورية أذربيجان " "إعلان.وخلال الأسبوع، ستقدم مساعدة قانونية مجانية للمهاجرين، وستوجه طلبات حل مشاكلهم إلى الوكالات الحكومية ذات الصلة.وستقدم تقارير مختلفة خلال أسبوع الهجرة، وستنفذ مبادرات لتنظيم اجتماعات المهاجرين مع الوكالات الحكومية، وستتخذ تدابير أخرى لزيادة وعي المهاجرين.وستلخص «اسبوع المهاجرين» في 22 كانون الاول / ديسمبر في سينما «أذربيجان».وسيحضر الاجتماع ممثلون عن الوكالات الحكومية والمنظمات الدولية والمنظمات غير الحكومية ووسائط الإعلام العاملة في مجال الهجرة.وسيقدم في هذا الحدث التقرير السنوي لمركز «مركز الهجرة الأذربيجاني» وعرض المنشورات الجديدة.وفي بلدان أخرى، ناشدت المنظمات العاملة في مجال الهجرة هذه المنظمات عقد «أسبوع المهاجرين».

## المهاجرين
والمهاجرون الشرعيون (غير الشرعيين أحيانا) في أذربيجان هم:
أولئك الذين يأتون مع وثائق مزيفة
أولئك الذين هم فوق التأشيرة
وفي عام 2010، طردت دائرة الهجرة الحكومية في أذربيجان 8 500 مواطن أجنبي أو عديمي الجنسية.